# Distretto di San Juan de Licupis
Il distretto di San Juan de Licupis è uno dei diciannove distretti  della provincia di Chota, in Perù. Si trova nella regione di Cajamarca e si estende su una superficie di 205,01 chilometri quadrati.

Istituito l'11 settembre 1987, ha per capitale la città di Licupis; al censimento 2005 contava 1.190 abitanti.